# Australoechus hirtus
Australoechus hirtus är en tvåvingeart som först beskrevs av Friedrich Hermann Loew 1860.  Australoechus hirtus ingår i släktet Australoechus och familjen svävflugor. Inga underarter finns listade i Catalogue of Life.